# عملیات زیرپیراهنی زنانه
عملیات زیرپیراهنی زنانه (به انگلیسی: Operation Petticoat) فیلمی محصول سال ۱۹۵۹ و به کارگردانی بلیک ادواردز است. در این فیلم بازیگرانی همچون کری گرانت، تونی کرتیس، جوآن اوبرایان، دینا مریل، جین ایوانز، دیک سارجنت، آرتور اوکانل، ویرجینیا گرگ، ماریون روس، رابرت اف سیمون، رابرت جیست، فرانکی دارو و گوین مک‌لاود ایفای نقش کرده‌اند.